# Gradientenfeld
Ein Gradientenfeld oder konservatives Feld ist ein Vektorfeld, das aus einem Skalarfeld durch Differentiation nach dem Ort abgeleitet wurde, bzw. – kürzer formuliert – der Gradient des Skalarfelds. Dieses Vektorfeld hat die Eigenschaft, dass sein Kurvenintegral wegunabhängig ist. Weil die Rotation des Feldes immer Null ist, wird es manchmal auch als wirbelfreies Feld bezeichnet.
Zur besseren Abgrenzung zwischen dem Gradienten als mathematischem Operator und dem Resultat seiner Anwendung bezeichnen manche Autoren die Vektoren, aus denen sich Gradientenfelder zusammensetzen, auch als Gradientvektoren, andere dagegen mit Blick auf die Potentiale, aus denen sie sich herleiten, als Potentialvektoren.
Analog verwendet die überwiegende Zahl der Autoren den Begriff Potentialfeld nicht für das skalare Feld des Potentials selbst, sondern das sich aus ihm ableitende Gradientenfeld.

## Definition
Es gibt mehrere äquivalente Definitionen:
1. Ein Vektorfeld {\displaystyle {\vec {F}}\colon {\vec {r}}\mapsto {\vec {F}}({\vec {r}})} heißt Gradientenfeld, wenn es ein Skalarfeld {\displaystyle \Phi \colon {\vec {r}}\mapsto \Phi ({\vec {r}})} gibt, sodass gilt:
{\displaystyle {\vec {F}}({\vec {r}})={\vec {\nabla }}\Phi ({\vec {r}})}
2. Das Kurvenintegral ist wegunabhängig: Der Wert des Kurvenintegrals entlang einer beliebigen Kurve {\displaystyle S} innerhalb des Feldes ist nur von ihrem Anfangs- und Endpunkt abhängig, nicht dagegen von ihrer Länge.
3. Kurvenintegrale über eine beliebige geschlossene Randkurve {\displaystyle S} ergeben immer Null:
{\displaystyle \oint _{S}{\vec {F}}({\vec {r}})\,\mathrm {d} {\vec {r}}=0}

Hier wird mit {\displaystyle {\vec {\nabla }}} der Gradient bezeichnet. {\displaystyle \Phi } nennt man das zu {\displaystyle {\vec {F}}} gehörige Skalarpotential oder einfach kurz das Potential des Gradientenfelds {\displaystyle {\vec {F}}}.
Der Begriff Potential darf nicht mit dem physikalischen Begriff des „Potentials“ verwechselt werden, mit dem die Fähigkeit eines konservativen Kraftfelds bezeichnet wird, einen dem Feld ausgesetzten Körper eine Arbeit verrichten zu lassen. Physikalische Potentiale sind dabei stets auch Potentiale im Sinne der Mathematik, wenn damit die entsprechenden Ortsfunktionen (Felder) und nicht nur deren Funktionswerte gemeint sind. Jedoch ist umgekehrt nicht jedes mathematische Potential auch eines im oben genannten physikalischen Sinn, etwa das der potentiellen Energie oder das Geschwindigkeitspotential.

## Beispiele

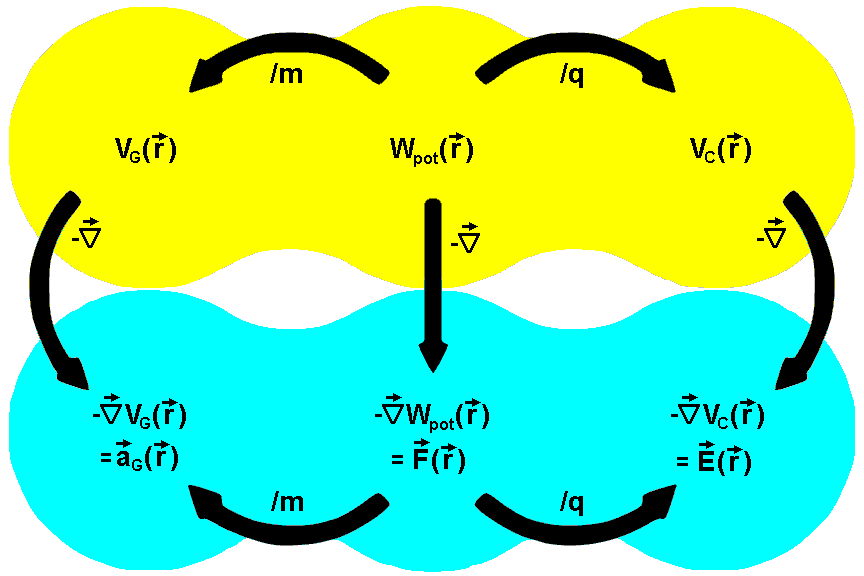
Beispiele von Potential- und Gradientenfeldern in der Physik
Skalarfelder (Potentialfelder) (gelb):
V_{G} - Gravitationspotential
W_{pot} - potentielle Energie
V_{C} - Coulomb-Potential
Vektorfelder (Gradientenfelder) (cyan):
a_{G} - Gravitationsbeschleunigung
F - Kraft
E - elektrische Feldstärke

Leitet man das Feld der potentiellen Energie {\displaystyle W_{\mathrm {pot} }({\vec {r}})}, wie in der nebenstehenden Abb. gezeigt, nach dem Ort {\displaystyle {\vec {r}}} ab, erhält man den Energiegradienten {\displaystyle {\vec {\nabla }}W_{\mathrm {pot} }({\vec {r}})}, also ein Vektorfeld, dessen einzelne Vektoren dabei in die Richtung der jeweils stärksten Zunahme von {\displaystyle W_{\mathrm {pot} }({\vec {r}})} an der Stelle {\displaystyle {\vec {r}}} zeigen. Dem Prinzip des kleinsten Zwanges folgend, sind die diesem Gradienten entgegengesetzten Vektoren {\displaystyle -{\vec {\nabla }}W_{\mathrm {pot} }({\vec {r}})} nichts anderes als die jeweils in Richtung des steilsten Gefälles von {\displaystyle W_{\mathrm {pot} }({\vec {r}})} zeigenden, „rücktreibenden“ Kräfte {\displaystyle F_{G}} (Gravitationskraft) und {\displaystyle F_{C}} (Coulombkraft)
{\displaystyle {\vec {F}}_{G}=-{\vec {\nabla }}W_{\mathrm {pot} }({\vec {r}})\quad {\text{bzw.}}\quad {\vec {F}}_{C}=-{\vec {\nabla }}W_{\mathrm {pot} }({\vec {r}})}.
Division des Energiegradienten {\displaystyle {\vec {\nabla }}W_{\mathrm {pot} }({\vec {r}})} durch die Skalare m bzw. q liefert analog die Potentialgradienten {\displaystyle {\vec {\nabla }}V_{G}({\vec {r}})} (Gravitationspotential) und {\displaystyle {\vec {\nabla }}V_{C}({\vec {r}})} (Coulomb-Potential), deren einzelne Vektoren dabei abermals in Richtung der jeweils stärksten Zunahme des Potentials an der Stelle {\displaystyle {\vec {r}}} zeigen. Die ihnen entgegengesetzten Vektoren {\displaystyle a_{G}} und {\displaystyle E}
{\displaystyle {\vec {a}}_{G}=-{\vec {\nabla }}V_{G}({\vec {r}})\quad {\text{bzw.}}\quad {\vec {E}}=-{\vec {\nabla }}V_{C}({\vec {r}})}
heißen Gravitationsbeschleunigung bzw. elektrische Feldstärke.

## Vorzeichen
Handelt es sich bei dem zugrundeliegenden Skalarpotential auch um ein Potential im physikalischen Sinne (s. o.), beschreibt es also ein tatsächliches physikalisches Arbeitsvermögen, wird das sich aus ihm ergebende Gradientenfeld, wie gerade begründet, stets mit einem (der Zunahme des Betrags von {\displaystyle {\vec {r}}} entgegengesetzten) negativem Vorzeichen geschrieben. Bei Skalarfeldern dagegen, die sich nur mathematisch wie Potentiale verhalten, etwa dem Strömungs- oder Geschwindigkeitspotential, das damit auch keine potentielle Energie repräsentiert, ist das Vorzeichen seines Gradienten undefiniert und wird für gewöhnlich positiv gewählt:
Kraft - Potentielle Energie: {\displaystyle \quad {\vec {F}}({\vec {r}})=-{\vec {\nabla }}W_{\mathrm {pot} }({\vec {r}})}

Elektrische Feldstärke - Coulomb-Potential: {\displaystyle {\vec {E}}({\vec {r}})=-{\vec {\nabla }}V_{C}({\vec {r}})}

Gravitationsbeschleunigung - Gravitationspotential: {\displaystyle {\vec {a}}_{G}({\vec {r}})=-{\vec {\nabla }}V_{G}({\vec {r}})}
aber
Geschwindigkeit - Geschwindigkeitspotential: {\displaystyle {\vec {v}}({\vec {r}})=+{\vec {\nabla }}\Phi ({\vec {r}})}

## Integrabilitätsbedingung
Ist {\displaystyle U\subseteq \mathbb {R} ^{n}} eine offene und einfach zusammenhängende (zum Beispiel sternförmige) Menge und {\displaystyle {\vec {F}}\colon U\to \mathbb {R} ^{n}} stetig differenzierbar, so ist {\displaystyle {\vec {F}}} genau dann ein Gradientenfeld, wenn die Integrabilitätsbedingungen
{\displaystyle {\frac {\partial F_{i}}{\partial x_{j}}}={\frac {\partial F_{j}}{\partial x_{i}}}} für alle {\displaystyle i,j\in \{1,\dots ,n\}}
auf {\displaystyle U} erfüllt sind. Die Aussage erhält man als Spezialfall aus dem Poincaré-Lemma.
Im Zwei- und Dreidimensionalen lauten die Integrabilitätsbedingungen:
- Für {\displaystyle \mathbb {R} ^{2}}: {\displaystyle {\frac {\partial F_{1}}{\partial x_{2}}}={\frac {\partial F_{2}}{\partial x_{1}}}}
- Für {\displaystyle \mathbb {R} ^{3}}: {\displaystyle {\frac {\partial F_{1}}{\partial x_{2}}}={\frac {\partial F_{2}}{\partial x_{1}}},\ {\frac {\partial F_{1}}{\partial x_{3}}}={\frac {\partial F_{3}}{\partial x_{1}}}{\text{ und }}{\frac {\partial F_{2}}{\partial x_{3}}}={\frac {\partial F_{3}}{\partial x_{2}}}} [6]

Auf Gebieten, die nicht einfach zusammenhängend sind, sind diese Integrabilitätsbedingungen zwar notwendig, aber im Allgemeinen nicht hinreichend.

## Wirbelfreiheit
Die Integrabilitätsbedingung im Zwei- und Dreidimensionalen ist äquivalent zur Rotations- bzw. Wirbelfreiheit. Für alle Gradientenfelder verschwindet damit die Rotation
{\displaystyle \operatorname {rot} \,{\vec {F}}({\vec {r}})={\vec {0}}}.
Es ist wichtig zu beachten, dass die Umkehrung nicht immer gilt. Nicht alle wirbelfreien Felder sind Gradientenfelder. Ist der Definitionsbereich nicht einfach zusammenhängend, kann die Rotation des Feldes Null sein, ohne dass es ein Gradientenfeld ist. Die Gleichsetzung von wirbelfreies Feld mit Gradientenfeld ist damit nicht komplett präzise, häufig wird wirbelfreies Feld aber äquivalent zu Gradientenfeld verwendet.